# Enfriamiento Doppler
| 1   | Un átomo estacionario no ve el láser ni desplazado al rojo ni al azul y no absorbe el fotón.                                           |
| 2   | Un átomo moviéndose respecto al láser lo ve desplazado al rojo y no absorbe el fotón.                                                  |
| 3.1 | Un átomo moviéndose hacia el láser lo ve desplazado al azul y absorbe el fotón, frenando el átomo.                                     |
| 3.2 | El fotón excita el átomo, moviendo un electrón a un estado cuántico superior.                                                          |
| 3.3 | El átomo reemite un fotón. Dado que su dirección es aleatoria, no cambio neto en la cantidad de movimiento considerando muchos átomos. |

Simplificación del principio de enfriamiento Doppler mediante láser:

El enfriamiento Doppler es un mecanismo que puede utilizarse para confinar y frenar el movimiento de los átomos y así enfriar una sustancia. El término a veces se utiliza como sinónimo de enfriamiento láser, aunque este puede incluir otras técnicas.

## Historia
El enfriamiento Doppler fue propuesto simultáneamente por dos grupos investigadores en 1975, el primero formado por David J. Wineland y Hans Georg Dehmelt y el segundo por Theodor W. Hänsch y Arthur Leonard Schawlow. Fue demostrado en primer lugar por Wineland, Drullinger, y Walls en 1978 y poco después por Neuhauser, Hohenstatt, Toschek y Dehmelt. Una forma conceptualmente sencilla de enfriamiento Doppler está referido a melaza óptica, dado que la fuerza óptica disipativa se parece a la resistencia viscosa que presenta un cuerpo al moverse a través de melaza. Steven Chu, Claude Cohen-Tannoudji y William D. Phillips fueron premiados en 1997 con el Premio Nobel de Física por su trabajo sobre enfriamiento láser y confinamiento de átomos.

## Explicación
El enfriamiento Doppler involucra luz de frecuencia ligeramente inferior a la de transición electrónica de un átomo. Debido a que la luz está desviada al «rojo» (i.e. a una frecuencia más baja) de la de transición, los átomos absorberán más fotones si mueven hacia la fuente de luz, debido al efecto Doppler. De este modo, si uno aplica luz desde dos direcciones opuestas, los átomos siempre absorberán más fotones del haz láser que apunta en el sentido opuesto al de su movimiento. En cada proceso de absorción, el átomo pierde cantidad de movimiento igual al momento del fotón. Si el átomo, que se encuentra en estado excitado, emite un fotón espontáneamente, este será expelido con la misma cantidad de movimiento pero en una dirección aleatoria. El resultado de la absorción y proceso de emisión es una reducción de la velocidad del átomo, con tal que su velocidad inicial sea mayor que la velocidad de retroceso resultado de emitir un único fotón. Si la absorción y la emisión se repiten sucesivas veces, la velocidad media y, por lo tanto, la energía cinética del átomo se verá reducida. Dado que la temperatura de un conjunto de átomos es una medida de la energía interna aleatoria, esto es equivalente a enfriar los átomos.
El límite de enfriamiento Doppler es la temperatura mínima alcanzable mediante este proceso.

## Configuraciones
Si los haces láser se disponen en parejas que se propagan en direcciones opuestas en los tres ejes cartesianos entonces es posible enfriar los tres grados de libertad de movimiento del átomo. Configuraciones comunes de enfriamiento láser se encuentran en la melaza óptica, la trampa magneto-óptica y en el ralentizador Zeeman.
Iones atómicos, atrapados en una trampa iónica, puede ser enfriados con un único haz láser con tal que dicho haz tenga una componente a lo largo de los tres grados de libertad de movimiento. Esto contrasta con los seis haces necesarios para atrapar átomos neutros. Los experimentos originales de enfriamiento láser fueron llevados a cabo sobre iones en trampas iónicas (en teoría, los átomos neutros podrían ser enfriados con un único haz si fuese posible atraparlos en una trampa profunda, pero en la práctica las trampas neutras son mucho más superficiales que las trampas iónicas y un único retroceso puede ser suficiente para expulsar un átomo neutro fuera de la trampa).

## Aplicaciones
Un uso de enfriamiento Doppler es la técnica de la melaza óptica. Este proceso en sí forma parte de la trampa magneto-óptica, pero puede ser utilizado independientemente.
El enfriamiento Doppler es también utilizado en espectroscopia y metrología, donde el enfriamiento permite características espectroscópicas más finas. Por ejemplo, todas las tecnologías de los mejores relojes atómicos involucran el empleo de enfriamiento Doppler en algún punto.